# Рукн ад-дін Фіруз-шах
Рукн ад-дін Фіруз-шах (помер 1236) — султан Делі 1236 року, син Ілтутмиша та його дружини Шах-Туркан. За життя батька був його намісником у Лахорі.

## Життєпис
1232 року Ілтутмиш після завоювання фортеці Гваліор повернувся до Делі. Оскільки до того часу помер його старший син, намісник Бенгалії — Насир-уд-дін Махмуд, Ілтулмиш, викликавши візира й емірів, оголосив їм що його спадкоємицею буде дочка Разія. Тадж ал Мулк Махмуд мав підготувати указ.
До самої смерті султана низка емірів намагались його переконати змінити рішення. 1236 року перед своєю смертю Ілтутмиш передав престол своїй дочці Разії, всупереч зазіханням синів, яких він вважав нездатними керувати імперією.
Однак знать, що не бажала визнавати жінку своїм сувереном, звела на престол Рукн ад-діна Фіруза, старшого з трьох живих синів Ілтутмиша, якого батько привіз з Лахора до Делі після Пенджабського походу.
Утім Рукн ад-дін Фіруз не приділяв уваги державним справам, віддавши керівництво султанатом своїй матері Шах-Туркан. Вона почала боротьбу з тими, хто її не влаштовував. Був убитий один із синів Ілтутмиша. Після цього другий син Ілтутмиша Гіяс ад-дін Мухаммад підбурив повстання в Ауді. Повстали також намісники Бадаюна, Мультана, Хансі й Лахора. Ізз ад-дін Туграл Туган-хан, який правив Бенгалією від 1236 року, не визнавав влади Делі. До Пенджабу вторгся Малік Сайф ад-дін. Рукн ад-дін Фіруз на чолі війська й емірів вирушив придушувати заколот.
У Делі залишились мати султана Шах-Туркан і сестра Разія, між якими сильно зіпсувались стосунки. Делі ширились чутки, що Шах-Туркан планує вбити Разію. Відбулась сутичка між їхніми прибічниками, жителі Делі підтримали Разію.
У листопаді 1236 року Разію було проголошено правителькою, Рукн ад-діна схопили її еміри, кинули до в'язниці та вбили.
Загалом правління Рукн ад-діна Фіруза тривало 28 днів.